# Deutsche Fechtmeisterschaften 1913
Die Deutschen Fechtmeisterschaften 1913 fanden vom 11. bis zum 13. Mai in Offenbach am Main statt. Es waren die ersten Meisterschaften, die vom 1911 gegründeten Deutschen Fechter-Bund organisiert wurden. Die Einzelmeisterschaften wurden im Herrenflorett, Herrendegen und Herrensäbel ausgetragen, Mannschaftswettbewerbe gab es im Herrendegen und Herrensäbel. Damenwettbewerbe wurden erst 1923 eingeführt.

## Herren

### Florett (Einzel)
| Platz | Sportler           | Verein              |
| ----- | ------------------ | ------------------- |
| 1     | Julius Lichtenfels | Fechtclub Offenbach |
| 2     | Wilhelm Löffler    | FC Darmstadt        |
| 3     | Heinrich Ziegler   | Hermannia Frankfurt |

### Degen (Einzel)
| Platz | Sportler         | Verein              |
| ----- | ---------------- | ------------------- |
| 1     | Fritz Jack       | Hermannia Frankfurt |
| 2     | Georg Stöhr      | Fechtclub Offenbach |
| 3     | August Petri     | Fechtclub Offenbach |
| 3     | Emil Schön       | Hermannia Frankfurt |
| 3     | Heinrich Ziegler | Hermannia Frankfurt |

### Degen (Mannschaft)
| Platz | Verein              | Sportler                                    |
| ----- | ------------------- | ------------------------------------------- |
| 1     | Hermannia Frankfurt | Fritz Jack Emil Schön Heinrich Ziegler      |
| 2     | Fechtclub Offenbach | August Petri Georg Stöhr Julius Lichtenfels |

### Säbel (Einzel)
| Platz | Sportler         | Verein              |
| ----- | ---------------- | ------------------- |
| 1     | Hermann Plaskuda | Berlin              |
| 2     | Emil Schön       | Hermannia Frankfurt |
| 3     | Hans Thomson     | Fechtclub Offenbach |

### Säbel (Mannschaft)
| Platz | Verein                     | Sportler                                    |
| ----- | -------------------------- | ------------------------------------------- |
| 1     | Militär-Turnanstalt Berlin | Fitting Hartbrich Osterberg                 |
| 2     | Hermannia Frankfurt        | Emil Schön Heinrich Ziegler Fritz Jack      |
| 3     | Fechtclub Offenbach        | August Petri Georg Stöhr Julius Lichtenfels |